# Bąblin
Bąblin – wieś sołecka w Polsce położona w województwie wielkopolskim, w powiecie obornickim, w gminie Oborniki.
W latach 1975–1998 miejscowość administracyjnie należała do województwa poznańskiego.

## Historia i obiekty

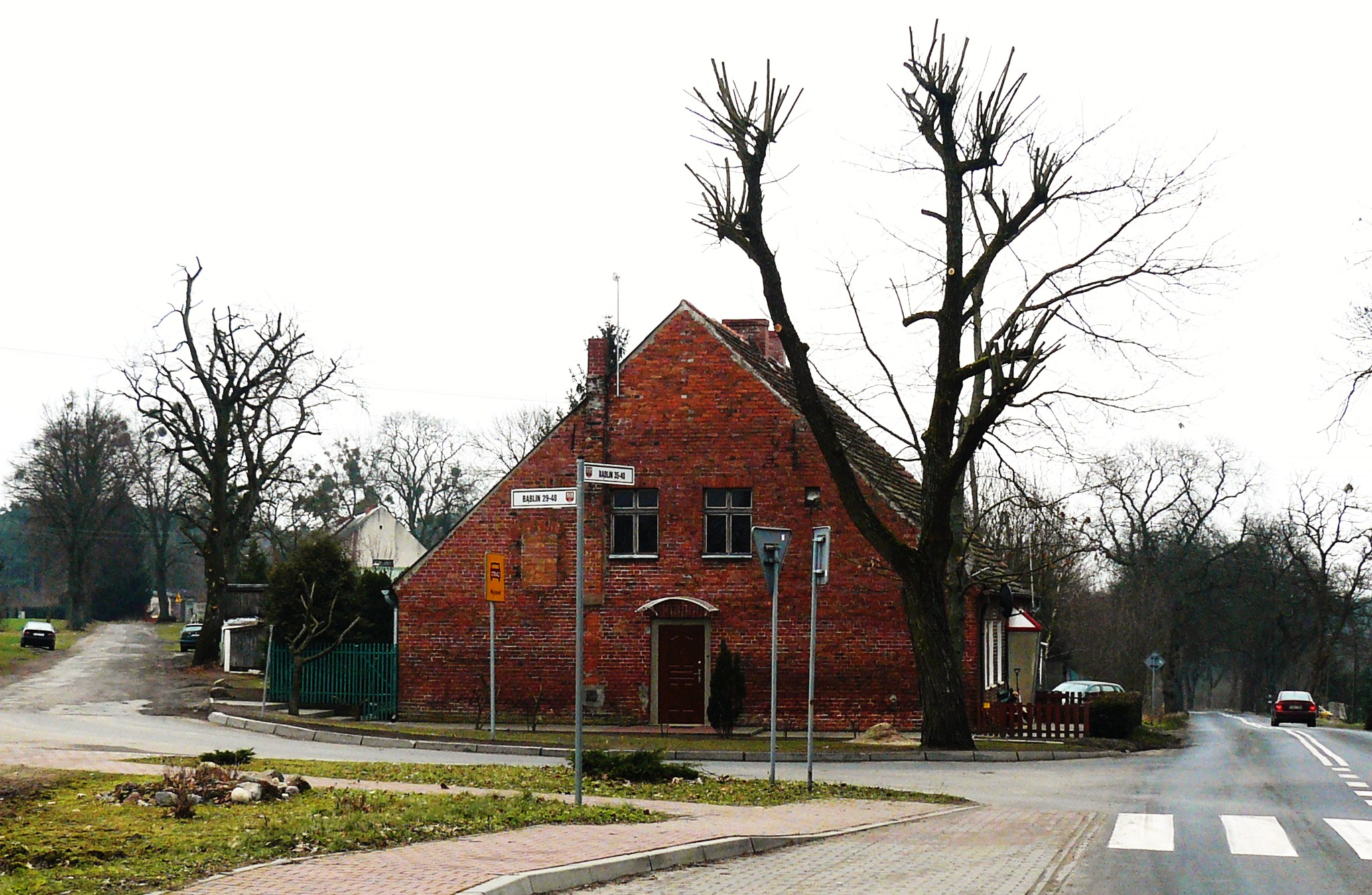
Zabudowa w centrum wsi

Wieś po raz pierwszy była wzmiankowana w 1388 (Bandlino) i była wówczas własnością Macieja Jada Bandlińskiego (herbu Nałęcz). Kolejne rodziny, których własność stanowił Bąblin to: Rostworowscy, Kiszewscy i Dobrzyccy (do 1890, kiedy to wieś przejęła HaKaTa). W 1839 gościła tutaj Narcyza Żmichowska. W 1903 majątek został przez władze pruskie rozparcelowany. Resztówkę po parcelacji kupiło Towarzystwo Wypoczynkowe dla Kolejarzy i uruchomiło tu dom wypoczynkowy (1908). Dom przejęła w 1919 polska spółdzielnia Letnisko Kolejowców. W 1935 budynki odkupili Misjonarze Świętej Rodziny, a ich placówkę poświęcił 20 października 1935 arcybiskup August Hlond. Od października do grudnia 1939 niemieccy naziści urządzili tutaj obóz dla internowanych i wysiedlanych Polaków z powiatu obornickiego (upamiętnia to wmurowana w 1989 tablica pamiątkowa). W latach 1969–1980 pałac poddawany był licznym remontom i renowacjom. W 1982 dobudowano kaplicę Świętej Rodziny. Dawny dwór i park (3,12 ha) zajmowany przez misjonarzy wpisano do rejestru zabytków. Przy pałacu rośnie m.in. dąb o obwodzie około 4 metrów, szczelnie opleciony bluszczem. Monumentalne ogrodzenie założenia pałacowego i brama pochodzą z początku XX wieku. W parku droga krzyżowa oraz cmentarz zakonny z obeliskiem ku czci majora Mikołaja Dobrzyckiego. Oprócz pałacu i parku na uwagę zasługują:
- szkoła z początku XX wieku,
- aleja kasztanowców na osi pałacowej,
- budynek dworca kolejowego (początek XX wieku),
- część wsi powstała w okresie kolonizacji pruskiej[5].

## Legenda
Według miejscowej legendy na drzewie koło wsi żył potwór z głową lwa, obgryzający korę i przeciągle wyjący. Był to przestępca, który powiesił się na tym drzewie i za swoje grzechy miał obgryzać tu korę. Jako że drwale ścięli częściowo drzewo, to potwór nie mógł dokończyć obgryzania i stąd potężnie wył.